# Луиза Гессен-Дармштадтская
Луиза Генриетта Каролина Гессен-Дармштадтская (нем. Luise Henriette Karoline von Hessen-Darmstadt; 15 февраля 1761, Дармштадт — 24 октября 1829, Ауэрбах) — принцесса Гессен-Дармштадтская, в замужестве первая великая герцогиня Гессенская и Прирейнская.

## Биография
Луиза — дочь принца Гессен-Дармштадтского Георга Вильгельма (1722—1782) и его супруги Луизы (1729—1818), дочери графа Кристиана.
Принцесса состояла в свите Марии-Антуанетты, когда та отправилась на бракосочетание во Францию в 1770 году. До 1792 года Луиза переписывалась с французской королевой.
19 февраля 1777 года в Дармштадте Луиза вышла замуж за своего кузена, наследного принца Людвига Гессен-Дармштадтского. Её супруг правил в Гессен-Дармштадте с 1790 года и в 1806 году стал первым великим герцогом Гессенским и Прирейнским. Великая герцогиня слыла образованной женщиной и снискала уважение у народа, особенно у населения Ауэрбаха, которому оказывала благотворительную помощь. При её дворе бывал Гёте, а в её салоне Фридрих Шиллер читал своего «Дона Карлоса». Великолепной Луизе, которую Наполеон считал одной из самых остроумных женщин своего времени, он якобы пообещал корону. Имя великой герцогини в Дармштадте носит улица Луизенштрассе и площадь Луизенплац. С 1783 Луиза открыла для себя Государственный парк Fürstenlager, где стала проводить летние месяцы. Там же она и скончалась в 1829 году.

## Потомки
- Людвиг II (26 декабря 1777, Дармштадт — 16 июня 1848, Дармштадт), великий герцог Гессенский и Прирейнский, женат с 19 июня 1804 года на принцессе Вильгельмине Луизе Баденской (10 сентября 1788, Карлсруэ — 27 января 1836, Дармштадт);
- Луиза (16 января 1779, Дармштадт — 18 апреля 1811, Кётен), замужем с 27 июля 1800 года за принцем Людвигом Ангальт-Кётенским (25 сентября 1778, Кётен — 16 сентября 1802, Кётен);
- Георг (31 августа 1780, Дармштадт — 17 апреля 1856, Дармштадт), морганатический брак с 29 января 1804 года с Каролиной Тёрёк де Сендрё (23 апреля 1786 — 28 октября 1862, Рим), развод в 1827 году;
- Фридрих (14 мая 1788, Дармштадт — 16 марта 1867, Париж);
- Эмилий (3 сентября 1790, Дармштадт — 30 апреля 1856, Баден-Баден);
- Густав (18 декабря 1791, Дармштадт — 30 января 1806, Брауншвейг).